# Cristal Union
Cristal Union è una società cooperativa agroalimentare francese che produce prevalentemente zucchero, etanolo, bioetanolo e cibo per animali.
Si tratta del maggior produttore di zucchero nell'industria alimentare francese, anche attraverso i marchi Daddy ed Erstein, nonché tra i maggiori nell'industria alimentare italiana tramite il marchio Eridania, ed è il primo produttore di alcol etilico e il terzo produttore di bioetanolo a livello europeo.

## Storia
Fu fondata nel 2000 dalla fusione delle cooperative agricole di Arcis-sur-Aube, Bazancourt, Corbeilles ed Éclaron-Braucourt-Sainte-Livière.
Nel 2016 ha acquistato tutte le quote di Eridania Sadam (già partecipata dal 2010 al 49%), ottenendo il controllo del marchio Eridania.
Nel 2024 è entrata nel capitale sociale di GazoTech, società francese attiva nella pirogassificazione della biomassa in gas di sintesi o biochar, con una quota del 20%.

## Siti di produzione
I siti produttivi si trovano in Francia e includono tre distillerie (due a Bazancourt ed una ad Arcis-sur-Aube) e sei zuccherifici (siti a Corbeilles, Fontaine-le-Dun, Pithiviers-le-Vieil, Villers-Faucon, Sillery ed Erstein) controllati direttamente a cui si aggiungono le distillerie Jean Goyard, site a Ay e Mareuil-sur-Ay, e Dislaub, sita a Buchères.